# Lucille Opitzová
Lucille Opitzová (* 24. listopadu 1977 Berlín), provdaná Weberová, je bývalá německá rychlobruslařka.
Na Mistrovství světa juniorů závodila pouze v roce 1997, kdy se umístila na 21. místě. V následujících letech startovala na německých závodech, na Světovém poháru debutovala v roce 2001, o rok později se poprvé zúčastnila Mistrovství světa ve víceboji (17. místo). V roce 2004 poprvé startovala na Mistrovství Evropy, kde se umístila na sedmém místě, a na světovém šampionátu na jednotlivých tratích, kde v závodě na 1500 m skončila na 21. příčce. Největšího úspěchu dosáhla v roce 2006, kdy byla rovněž sedmá na evropském mistrovství a kdy ve stíhacím závodě družstev na Zimních olympijských hrách získala zlatou medaili. V individuálních olympijských disciplínách byla čtrnáctá (5000 m) a třicátá (1500 m). Dvě bronzové medaile získala v následujících dvou letech na mistrovství světa na jednotlivých tratích v závodech družstev. V sezóně 2009/2010 startovala již pouze na národních závodech a poté ukončila sportovní kariéru.
V roce 2009 se vdala za Gerda Webera.